# Bioreaktor
Bioreaktor (též fermentor) je umělé prostředí (zařízení) sloužící ke kultivaci virů, mikroorganismů, rostlinných či živočišných buněk nebo též k biochemickým procesům biologických činitelů jako jsou například enzymy. Dochází zde k řadě fyzikálně-chemických a biochemických procesů (např. fermentace, respirace, buněčné dělení). Bioreaktory / Fermentory jsou využívány v potravinářském, farmaceutickém a biotechnologickém průmyslu pro produkci potravin (např. pivo), specifických chemických látek nebo produkci biomasy. Bioreaktory se navíc využívají také v odpadovém hospodářství (čistírny odpadních vod).

## Rozdělení
Bioreaktory se dají rozdělit podle řady hledisek:
- dle fází
  - jednofázové (obsahují kapalný substrát s rozpuštěným enzymem)
  - dvoufázové (kapalina x částice; kapalina x mikroorganismy)
  - třífázové (plyn x kapalina x mikroorganismy)
  - čtyřfázové (tuhý substrát x plyn x kapalina x mikroorganismy)
- dle technického provedení
  - otevřené (volně otevřené prostředí)
  - uzavřené (kontrolované uzavřené prostředí)
  - membránové (část prostoru oddělena pomoci membrány)
  - fotobioreaktor (organismy vyžadující světlo)
- dle způsobu míchání
  - nemíchané
  - mechanicky míchané (mechanické míchadlo, rotační pohyb reaktoru)
  - hydraulicky míchané (míchání proudem kapaliny)
  - pneumaticky míchané (probublávané)
- dle způsobu vedení kultivace – doplňování živin
  - vsádkové (na jedno naplnění)
  - s postupným živením (postupné přidávání dávek živin – "fed-batch")
  - semikontinuální (skokové odbírání části objemu a přídavek nových živin)
  - kontinuální (průběžné doplňování živin a odběr produktu v průběhu kultivace)
- dle způsobu vedení kultivace – vzdušnění
  - aerobní
  - anaerobní
- dle aktivní biologické složky
  - enzymové (mohou být volné nebo imobilizované, tedy uchycenné)
  - virální (např. produkce vakcín)
  - mikrobní (volné, imobilizované)
  - buněčné (rostlinné či živočišné kultury)
- typu sterilizace
  - nesterilizovatelný
  - autoklávovatelný (skleněná nádoba)
  - in-situ sterilizovatelný (nerezová nádoba,sterilizace parou)

## Laboratorní fermentory
Pro výzkum a vývoj jsou používány bioreaktory s pracovním objemem kultivační nádoby od 500 ml do 200 litrů.
Standardně fermentor obsahuje:
- kultivační nádobu z borosilikátového skla nebo nerez oceli s průhledem
- řídící jednotku pro ovládání parametrů
- motor pro míchání média (mechanická ucpávka nebo magnetická spojka)
- sondy pH, pO2 nebo Redox potenciál, AntiFoam (odpěňování), teplota
- lahvičky pro reagencie (kyselina, zásada nebo médium pro doplňování v případě kontinuální kultivace)
- 2 až 4 peristaltické pumpičky pro dávkování reagencií
- základní jednotku

### Sterilizovatelné v autoklávu

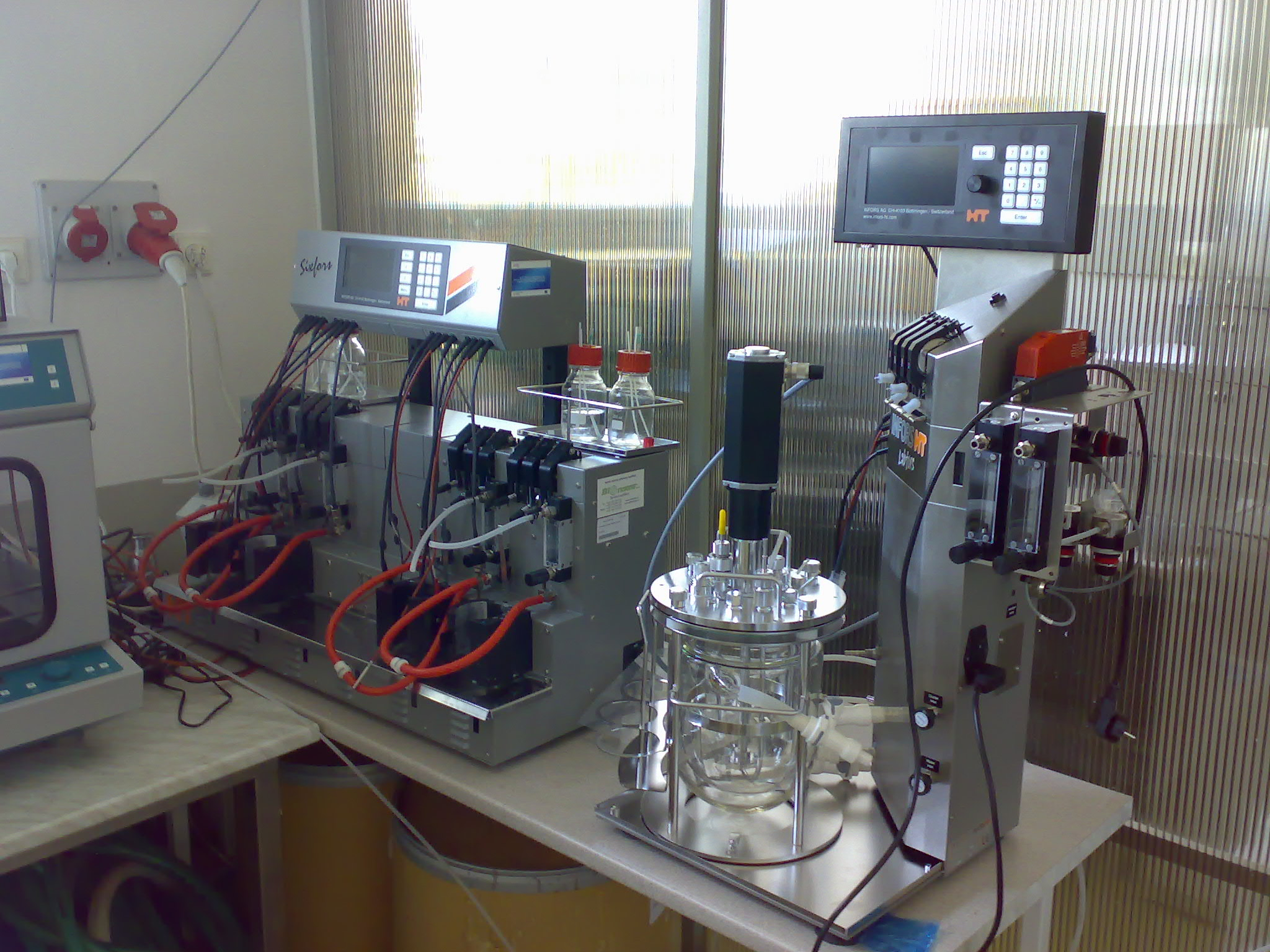
Stolní autoklávovatelný fermentor a multifermentor

Objemy do cca 10 litrů jsou zpravidla ve skleněných nádobách.
- Regulace teploty
  - vodní cirkulací – voda cirkuluje v dvoustěnné kultivační nádobě
  - elektricky – elektricky ohřívaná dečka je upevněna na nádobě. Chlazení je řešeno chladicí tyčí, ve které cirkuluje voda.
- Přístup
  - pouze skrze porty ve víku nádoby.
- Výhody
  - jednodušší manipulace s celým přístroje
  - optická kontrola média ve skleněné nádobě
  - bez potřeby páry
- Nevýhody
  - nutnost mít dostatečně velký autokláv
  - pouze menší objemy (do 15 litrů)
  - těžká manipulace a přenos nádoby při větších objemech
  - hrozí rozbití skleněné nádoby

### In situsterilizovatelné
Objemy nad 10 litrů se většinou dělají v provedení s nerezovou nádobou
- Regulace teploty
  - párou v dvoustěnné nádobě. Pára nepřichází do kontaktu s médiem v nádobě
  - elektricky obdobně jako u zadního skla auta
- Přístup
  - skrze porty ve víku nádoby
  - u větších objemů zpravidla dodatečné porty ve spodní nebo i prostřední části nádoby.
- Výhody
  - provozní podmínky
  - automatické řízení celé kultivace včetně sterilizace
- Nevýhody
  - potřeba vlastního rozvodu páry nebo generátoru páry
  - složitější manipulace, u větších objemů je součástí jeřáb pro manipulaci s víkem
  - pouze malý skleněný průzor pro optickou kontrolu média